# Kleinkreis

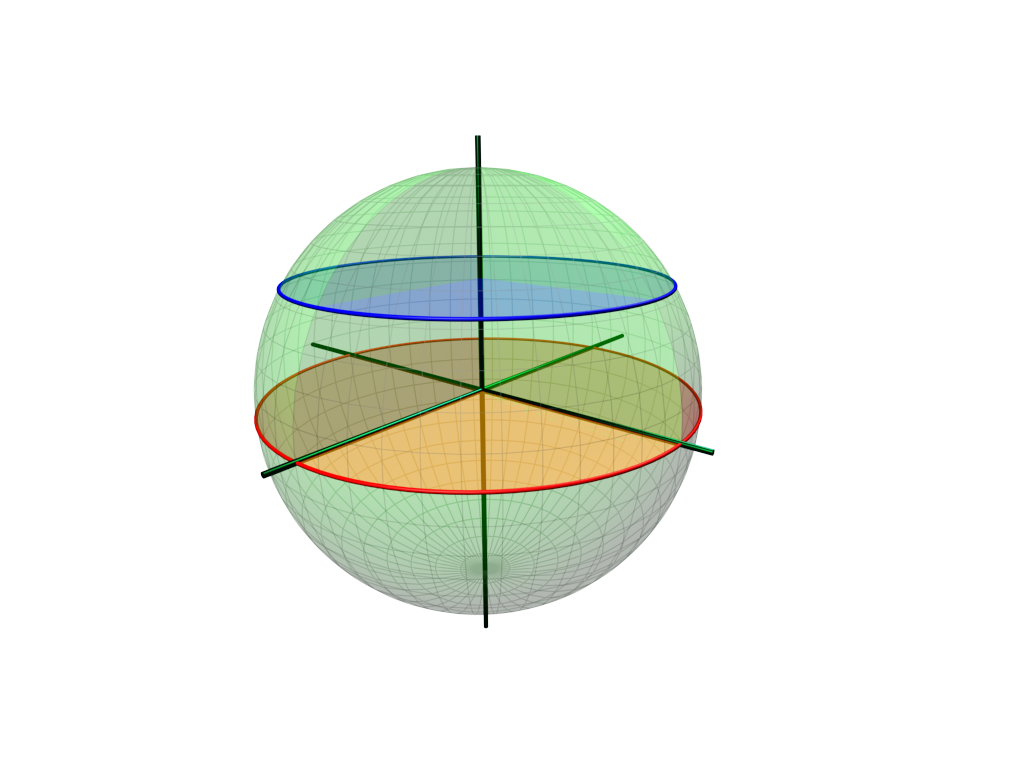
Ein Kleinkreis (blau) und
ein Großkreis (rot)

Unter Kleinkreis versteht man jene Kreise auf einer Kugeloberfläche, deren Ebenen nicht den Kugelmittelpunkt enthalten.
Der Name „Kleinkreise“ wurde als Gegensatz zu den „Großkreisen“ geprägt, welche die größtmöglichen Kreise auf einer Kugeloberfläche darstellen und deren Ebenen das Kugelzentrum enthalten.
Die wichtigsten Kleinkreise sind 
- die Breitenkreise (konstante geografische Breite) und
- die Entfernungskreise (Kreise gleicher Entfernung von einem gegebenen Punkt).

Kleinkreise eignen sich nicht für trigonometrische Berechnungen. Für solche Berechnungen sind stattdessen ausschließlich Großkreise zu verwenden – z. B. Meridiane oder Orthodromen (kürzeste Verbindungslinien zwischen Kugelpunkten). Ein Dreieck aus solchen Großkreisen heißt nach seinen wichtigsten Anwendungen astronomisches oder nautisches Dreieck, wird aber auch nach seinen Eckpunkten Pol-Zenit-Stern-Dreieck genannt.
Die Sphärische Trigonometrie verwendet Kleinkreise nur zur Festlegung von Messgrößen und Winkelabständen. Sie sind geometrische Örter gleicher Entfernungen von einem Ausgangspunkt – z. B. bei der Analyse von Erdbebenwellen, in der Navigation oder für die Messung des Höhenwinkels von Gestirnen. Beispielsweise liegen alle Punkte der Erdoberfläche, auf denen ein Stern in derselben Höhe h erscheint, auf einem Kleinkreis um den Bildpunkt des Sterns (wo er im Zenit steht). Der zu dieser Messgröße h gehörende Kleinkreis hat den Radiuswinkel 90° − h, was auch der Zenitdistanz entspricht. Diese Größe tritt als eine Seite (in Grad angegebene Distanz) im nautischen Dreieck auf, und zwar zwischen Stern und Zenit (Ort des Beobachters).